# Cypress Hill (album)
Az 1991-es Cypress Hill a Cypress Hill debütáló nagylemeze. Kritikai és kereskedelmi siker volt, a RIAA-tól dupla platina minősítést kapott. Az albumot dalonként mutatja be a Cypress Hill Brian Coleman Check the Technique című könyvében.
1998-ban szerepelt a The Source a 100 legjobb rapalbum listáján, akárcsak az 1001 lemez, amit hallanod kell, mielőtt meghalsz című könyvben.

## Az album dalai
|     | Cím                           | Szerző(k)                 | Hossz |
| --- | ----------------------------- | ------------------------- | ----- |
| 1.  | Pigs                          | Freese, Muggerud          | 2:51  |
| 2.  | How I Could Just Kill a Man   | Freese, Muggerud, Reyes   | 4:16  |
| 3.  | Hand on the Pump              | Bouldin, Freese, Muggerud | 4:03  |
| 4.  | Hole in the Head              | Freese, Muggerud          | 3:33  |
| 5.  | Ultraviolet Dreams            | Muggerud                  | 0:41  |
| 6.  | Light Another                 | Freese, Muggerud          | 3:17  |
| 7.  | The Phuncky Feel One          | Freese, Muggerud, Reyes   | 3:28  |
| 8.  | Break It Up                   | Muggerud                  | 1:07  |
| 9.  | Real Estate                   | Freese, Muggerud, Reyes   | 3:45  |
| 10. | Stoned Is the Way of the Walk | Freese, Muggerud          | 2:46  |
| 11. | Psycobetabuckdown             | Freese, Muggerud          | 2:59  |
| 12. | Something for the Blunted     | Muggerud                  | 1:15  |
| 13. | Latin Lingo                   | Freese, Muggerud, Reyes   | 3:58  |
| 14. | The Funky Cypress Hill Shit   | Freese, Muggerud          | 4:01  |
| 15. | Tres Equis                    | Muggerud, Reyes           | 1:54  |
| 16. | Born to Get Busy              | Muggerud, Reyes           | 3:00  |

## Közreműködők
- B-Real – rap
- Sen Dog – rap
- DJ Muggs – hangszerelés, producer, keverés
- Joe Nicolo – hangmérnök, executive producer, keverés
- Jason Roberts – hangmérnök
- Chris Schwartz – executive producer
- Howie Weinberg – mastering
- Ponch – ütőhangszerek

## Fordítás
Ez a szócikk részben vagy egészben a Cypress Hill (album) című angol Wikipédia-szócikk ezen változatának fordításán alapul.  Az eredeti cikk szerkesztőit annak laptörténete sorolja fel. Ez a jelzés csupán a megfogalmazás eredetét és a szerzői jogokat jelzi, nem szolgál a cikkben szereplő információk forrásmegjelöléseként.